# 伊藤勝典
伊藤勝典（いとう しょうてん、明治32年（1889年） - 昭和18年（1943年））は、石川県金沢市出身の加賀象嵌の名工として知られる彫金家。

## 人物
明治32年に石川県金沢市に生まれる。本名、勝治。家業であった彫金を修得し、象嵌を得意としていた。
大正15年に第13回商工省展で褒状を受ける。昭和3年には「御大典奉祝石川県献上御手筥（ごたいてんほうしゅくいしかわけんけんじょうおてばこ）」を制作。昭和4年に第10回帝展に入選する。
後年は大阪の造幣局に勤務し、戦中に逝去。息子は陶による作品で知られる美術家の伊藤公象。
石川県立美術館に彫金で制作された「銅透彫唐獅子牡丹図手筥（どうすかしぼりからじしぼたんずてばこ）」（大正14年制作）が所蔵されている。